# Pierre Gramegna
Pierre Gramegna (ur. 22 kwietnia 1958 w Esch-sur-Alzette) – luksemburski dyplomata, menedżer i polityk, od 2013 do 2022 minister finansów.

## Życiorys
Urodził się w 22 kwietnia 1958 w Esch-sur-Alzette. Ukończył szkołę średnią w rodzinnej miejscowości, a następnie studia prawnicze i ekonomiczne na Université Panthéon-Assas w Paryżu. Odbył również studia podyplomowe z zakresu prawa wspólnotowego.
W 1983 został zatrudniony w Ministerstwie Spraw Zagranicznych i przez dwadzieścia lat pracował jako dyplomata. Był m.in. radcą do spraw politycznych i ekonomicznych w ambasadzie w Paryżu i konsulem generalnym w San Francisco. W latach 1996–2002 pełnił funkcję ambasadora Luksemburga w Japonii i Korei Południowej, po czym objął stanowisko dyrektora departamentu międzynarodowych stosunków gospodarczych w MSZ. W latach 2003–2013 był przewodniczącym luksemburskiej izby handlowej, wchodził również w skład organów zarządzających różnych przedsiębiorstw. M.in. w latach 2004–2008 był prezesem linii lotniczych Cargolux.
Swoją karierę polityczną związał z Partią Demokratyczną. Z jej rekomendacji 4 grudnia 2013 objął stanowisko ministra finansów w rządzie premiera Xaviera Bettela i wicepremiera Etienne’a Schneidera. Zastąpił na tym urzędzie Luca Friedena. W wyborach w 2018 z ramienia demokratów uzyskał mandat posła do Izby Deputowanych. 5 grudnia 2018 po raz drugi otrzymał nominację na ministra finansów w luksemburskim rządzie. Pełnił tę funkcję do stycznia 2022.